# Lisia Miedza
Lisia Miedza – zniesiona nazwa osady leśnej w Polsce położona w województwie zachodniopomorskim, w powiecie gryfińskim, w gminie Stare Czarnowo.
W latach 1975–1998 miejscowość administracyjnie należała do województwa szczecińskiego.
Nazwa miejscowości została zniesiona z 2022 r.